# سینات (میزوری)
سینات (به انگلیسی: Senath) یک شهر در ایالات متحده آمریکا است که در شهرستان دانکلین، میزوری واقع شده‌است. سینات ۴٫۹۷ کیلومتر مربع مساحت و ۱٬۷۶۷ نفر جمعیت دارد و ۷۸٫۰۳ متر بالاتر از سطح دریا واقع شده‌است.